# Višnjevac (Osijek)
Višnjevac is een plaats in de gemeente Osijek in de Kroatische provincie Osijek-Baranja. De plaats telt 7146 inwoners (2001).